# 玉島信用金庫
玉島信用金庫（たましましんようきんこ）は、岡山県倉敷市玉島に本店を置く信用金庫。

## 概要

### 沿革
旧・玉島信用金庫
- 1914年（大正 3年）11月7日 - 産組法により有限責任玉島信用組合として設立。
- 1951年（昭和26年）10月 - 信用金庫法に基づき、玉島信用金庫に改組。

旧・倉敷信用金庫
- 1924年（大正13年） 7月 - 産組法により倉敷信用組合として設立。
- 1951年（昭和26年）10月 - 信用金庫法に基づき、倉敷信用金庫に改組。

現・玉島信用金庫
- 2002年（平成14年）1月21日 - 旧倉敷信用金庫と合併。

## 事業区域
- 岡山県全域、広島県福山市（旧芦田町・駅家町・加茂町・内海町・新市町・沼隈町・神辺町を除く）

## ATMについて
- ATMでは、おかやまATMネットサービスに加盟している岡山県内各金融機関（県内の他の信用金庫(★に掲げられた7信金)、中国銀行・トマト銀行・笠岡信用組合）のキャッシュカード、及び県外の信用金庫（しんきんATMゼロネットサービス）のキャッシュカードについては自信金扱いとなる（サービスの詳細は各項目を参照のこと）。

（★は、おかやま・水島・津山・備北・吉備・備前日生を示す）